# Sera
Sera (tibetsky: སེ་ར་; Wylie Se-ra) je jeden ze tří velkých gelugpovských universitních klášterů v Tibetu. Další dva jsou Däpung a Gandän. Klášter Sera byl vystavěn v 15. století asi pět kilometrů severně od Džókhangu ve Lhase.
V roce 2015 zde žije okolo 520 mnichů.
Před čínskou invazí do Tibetu zde žilo okolo 6000 mnichů. Poté, co v roce 1959 získala kontrolu nad tibetským územím Čínská lidová republika, byl klášter značně poničen, mnoho mnichů zabito či zatčeno. Mniši, kteří společně s dalajlamou uprchli do Indie, vybudovali nový klášter Sera v místě Bylakuppe, aby mohli svobodně navázat na tradiční studijní disciplíny.

Diskuse o mnichech v klášteře Sera
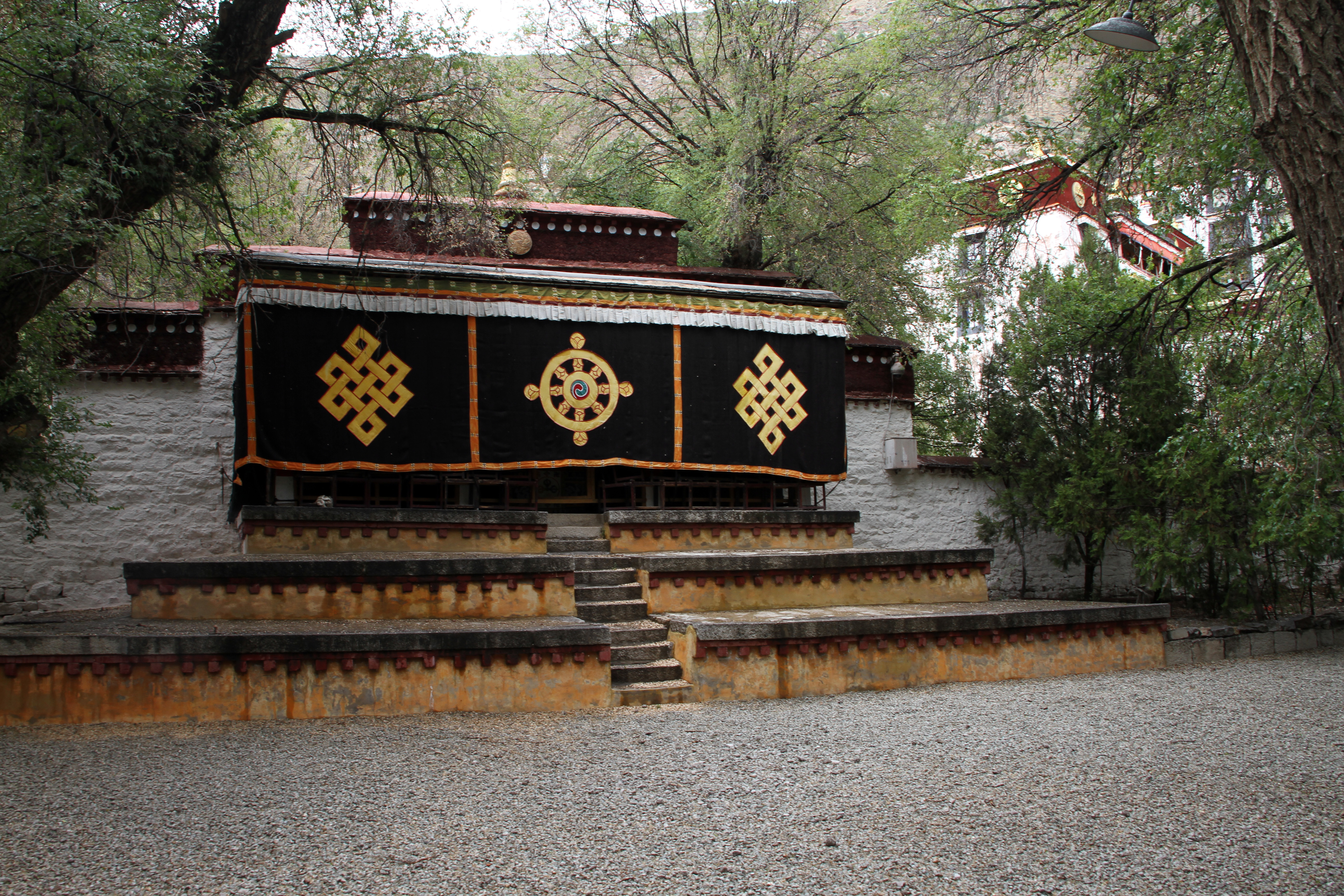
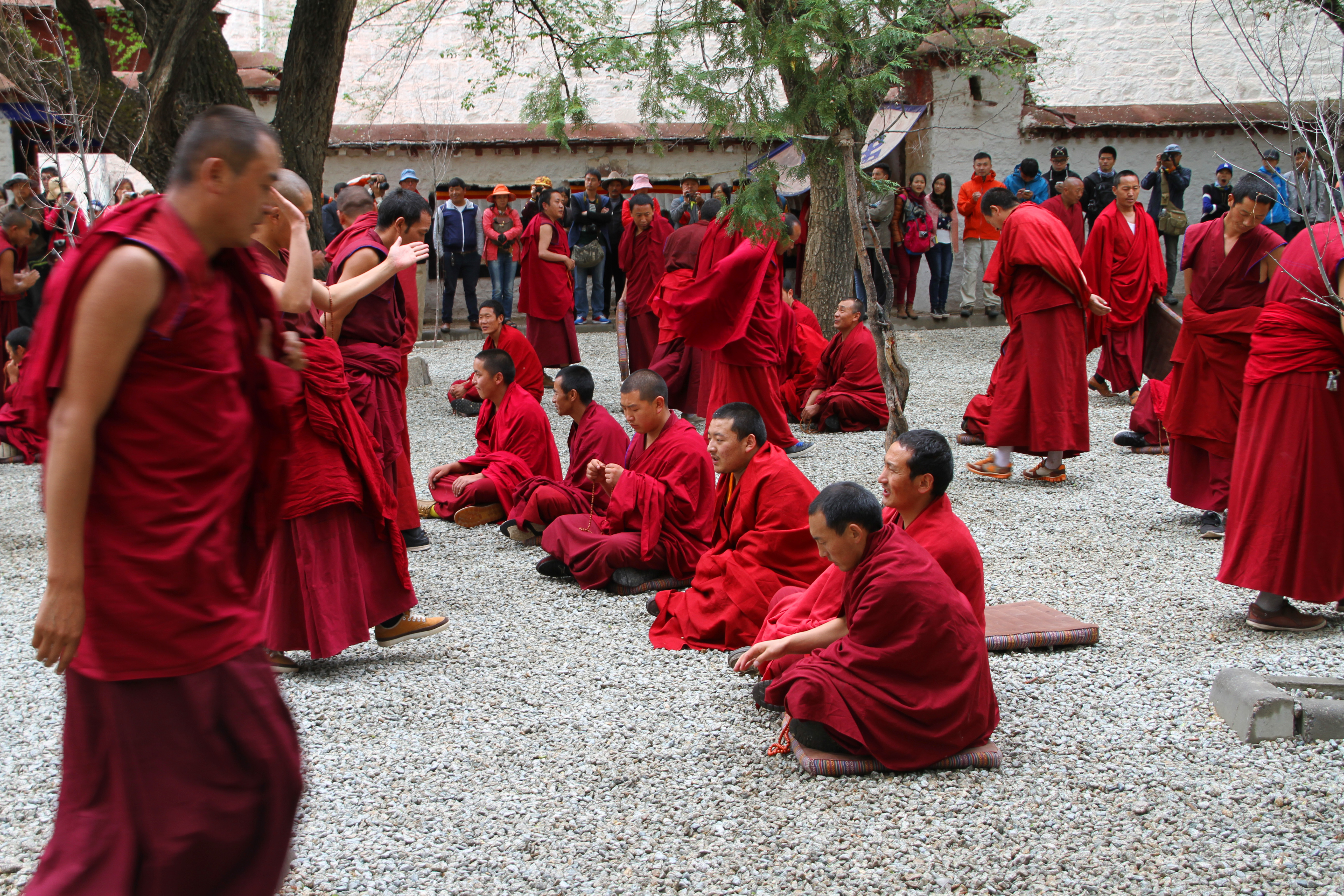
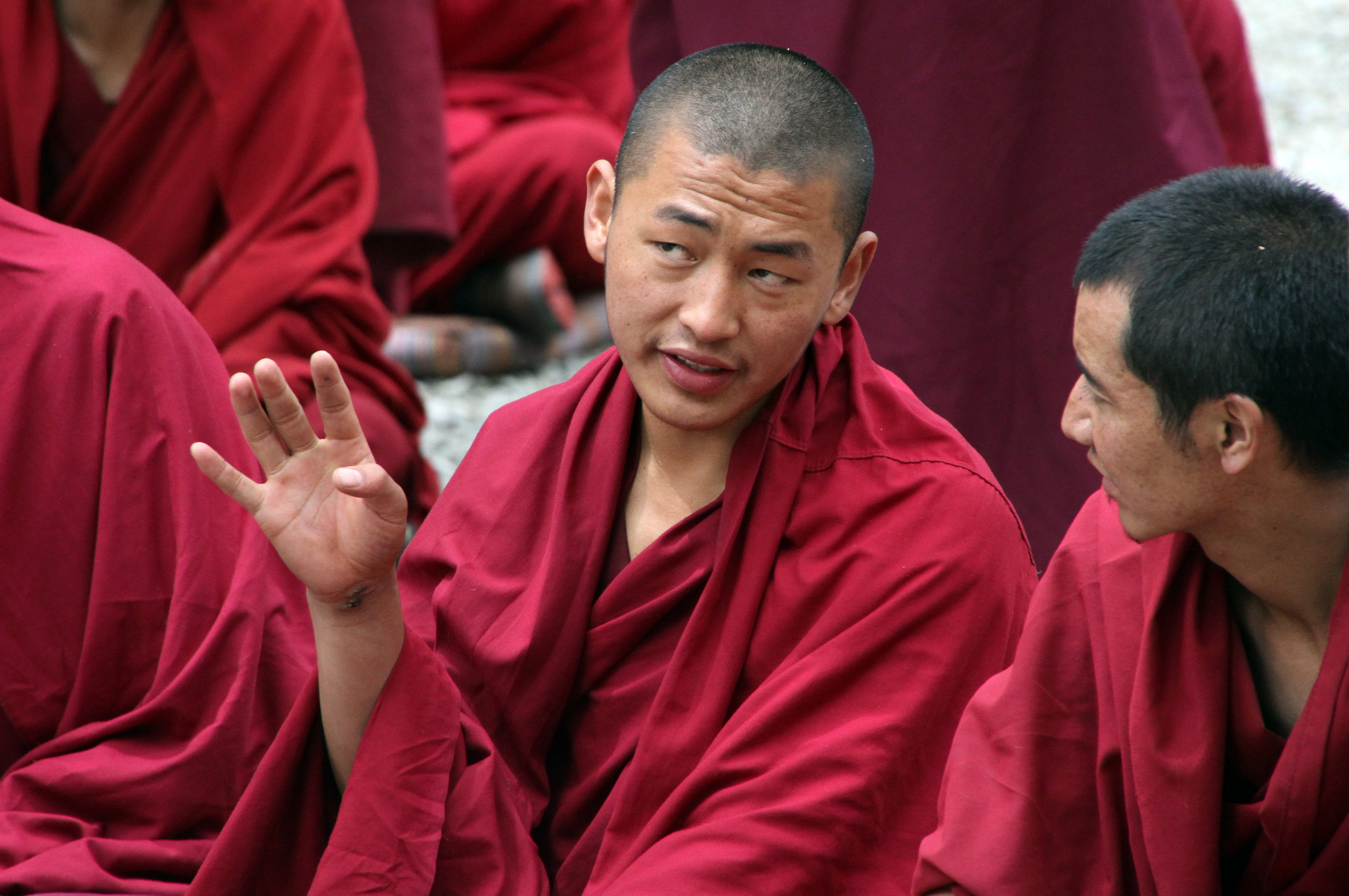
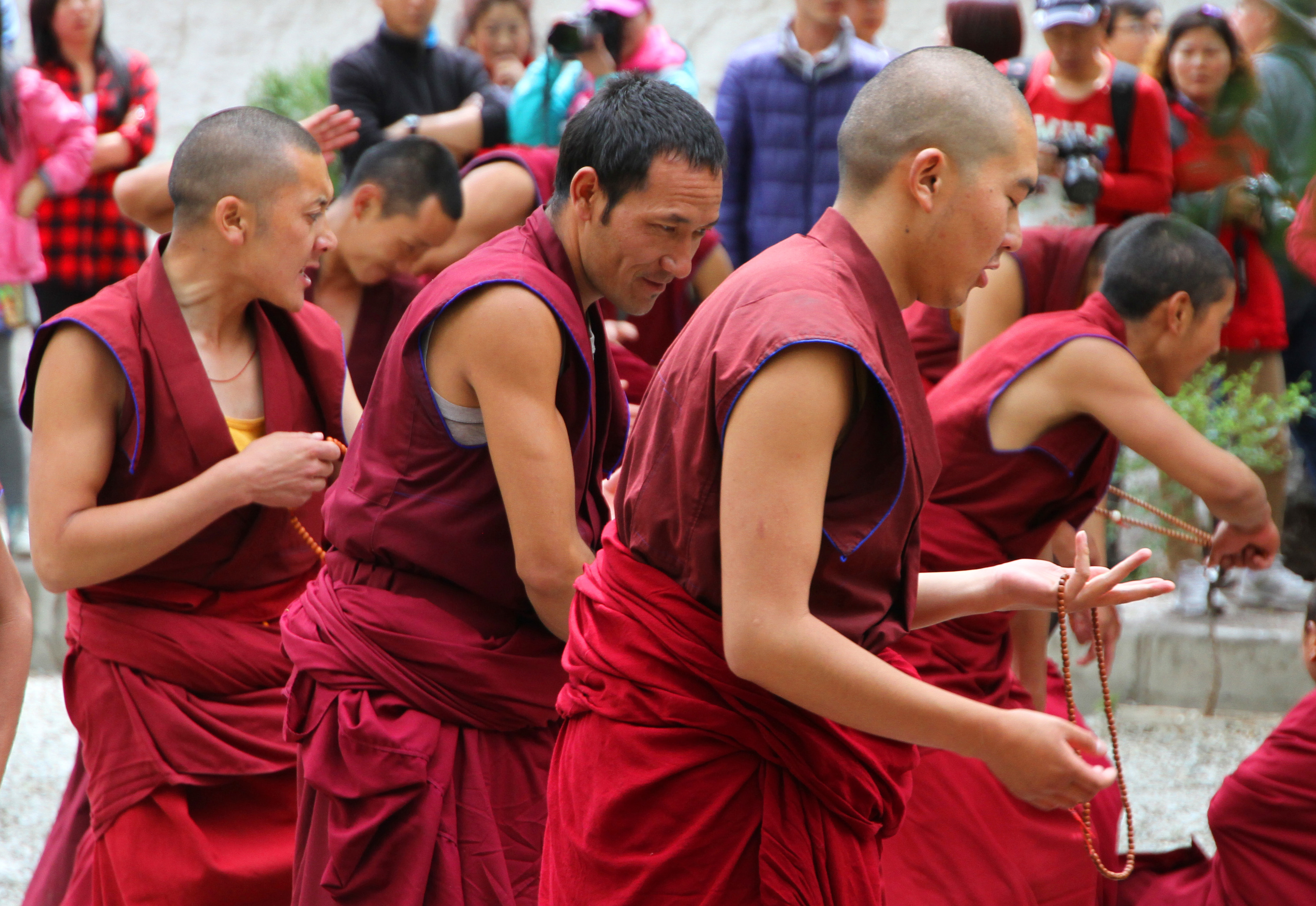